# Kâzım Ayvaz
Kâzım Ayvaz (* 10. März 1938 in Rize; † 19. Januar 2020) war ein türkischer Ringer.

## Werdegang
Kazım Ayvaz begann 1953 als 15-jähriger Jugendlicher mit dem Ringen. Seine ersten Erfolge im Jugend- und Juniorenbereich stellten sich bald ein. Er rang ausschließlich im griechisch-römischen Stil, was für türkische Ringer an sich eine Seltenheit ist, die mehrheitlich den freien Stil bevorzugen. Sein Verein war „Istanbul Güres Ihtisas Kulübü“ in Fatih, Istanbul. 1957 wurde er erstmals türkischer Meister im Weltergewicht und wurde daraufhin auch bei internationalen Meisterschaften eingesetzt. Bei seiner ersten Teilnahme an einer solchen wurde er 1958, also mit 20 Jahren, gleich Weltmeister in Budapest. Sein härtester Rivale im eigenen Land war seinerzeit Mithat Bayrak, der Doppel-Olympiasieger von 1956 und 1960 im Weltergewicht. Da er in der Ausscheidung für die Olympischen Spiele 1960 in Rom Bayrak im Weltergewicht unterlegen war, musste er in Rom in der Mittelgewichtsklasse starten, musste dabei einen gewissen körperlichen Nachteil in Kauf nehmen und belegte so nur den 4. Platz. Vier Jahre später holte er den Olympiasieg in Tokio nach. Diesmal startete er im Leichtgewicht, nachdem 1962 vom Ringer-Weltverband FILA eine neue Gewichtsklasseneinteilung vorgenommen worden war. Er wurde unerwartet Olympiasieger, nachdem er 1963 bei den Weltmeisterschaften noch sang- und klanglos gegen die Außenseiter Moissidis, Griechenland und Skauen, Norwegen verloren hatte. Kazım Ayvaz blieb noch bis 1969 aktiv, konnte aber seine großen Erfolge aus den frühen 1960er Jahren nicht mehr wiederholen.
Nach der Beendigung seiner aktiven Ringerlaufbahn gehörte er viele Jahre zum Trainerstab der türkischen Ringer-Nationalmannschaft. Für seine Verdienste um den Ringersport wurde er im September 2011 in die FILA International Wrestling Hall of Fame aufgenommen.

## Internationale Erfolge
(OS = Olympische Spiele, WM = Weltmeisterschaft, EM = Europameisterschaft, GR = griechisch-römischer Stil, Le = Leichtgewicht, W = Weltergewicht, Mi = Mittelgewicht, damals bis 70 kg, 73 kg und 78 kg Körpergewicht)
- 1957, 3.Platz, Adria-Pokal in Opatija, GR, We, hinter Stevan Horvat, Jugoslawien und Bertil Nyström, Schweden;
- 1958, 1. Platz, WM in Budapest, GR, We, mit Siegen über Nyström, Mitu Petkow, Bulgarien, Grigori Gamarnik, UdSSR und Jiři Mekhed, CSSR, einem Unentschieden gegen Valeriu Bularca, Rumänien und trotz einer Niederlage gegen Olavi Niemi, Finnland;
- 1960, 4. Platz, Olympische Spiele, GR, Mi, mit Siegen über Hazrati-Khoddam Mansoor, Iran, Raymond Schummer, Luxemburg, Jiři Kormanik, CSSR, Marciano Magnani, Italien, einem Unentschieden gegen Boleslaw Dubicki, Polen und Niederlagen gegen Dimitar Dobrew, Bulgarien und Ion Ţăranu, Rumänien;
- 1962, 1. Platz, WM in Toledo/USA, GR, Le, mit Siegen über Mahmoud Ibrahim, Ägypten, Wladimir Rosin, UdSSR, Kjeld Madsen, Dänemark und Guro Gurow, Bulgarien und einem Unentschieden gegen Hossein Ebrahimian, Iran;
- 1963, 17. Platz, WM in Helsingborg, GR, Le, nach Niederlagen gegen Anastasios Moissidis, Griechenland und Roger Skauen, Norwegen;
- 1964, Goldmedaille, OS in Tokio, GR, Le, mit Siegen über Mahmoud Ibrahim, Iwan Iwanow, Bulgarien, Dawid Gwandseladse, UdSSR und einem Unentschieden gegen Bularca;
- 1966, 4. Platz, EM in Essen, GR, Le, mit Siegen über Boris Butrakow, Bulgarien, Lukas Schütz, Schweiz und Branislav Martinović, Jugoslawien und Unentschieden gegen Genrich Markow, UdSSR und Eero Tapio, Finnland;
- 1966, 6. Platz, WM in Toledo/USA, GR, Le, mit Sieg über Antal Steer, Ungarn, Unentschieden gegen Muneji Munemura, Japan und Eero Tapio und einer Niederlage gegen Matti Poikala, Schweden;
- 1968, 24. Platz, OS in Mexiko-Stadt, GR, Le, nach Unentschieden gegen Klaus Rost, BRD und Ion Enache, Rumänien Aufgabe wegen Verletzung